# Kahkva
Koordinaten: 58° 0′ N, 27° 28′ O
Kahkva (deutsch Kahkwa) ist ein Dorf (estnisch küla) im Südosten Estlands. Es gehört zur Landgemeinde Setomaa im Kreis Võru (bis 2017 Mikitamäe im Kreis Põlva).

## Einwohnerschaft, Lage und Geschichte
Das Dorf hat 49 Einwohner (Stand 31. Dezember 2011). Es liegt 32 Kilometer nordöstlich der Stadt Võru. Seine Fläche beträgt 9,15 km². Östlich des Dorfkerns fließt der Fluss Mädajõgi.
Der Ort wurde erstmals 1561 unter dem Namen Chochowa urkundlich erwähnt.